# Jennifer Holmes
Jennifer Holmes est une actrice américaine née le 23 août 1955 à Seekonk, Massachusetts (USA).

## Filmographie
- 1979 : The Demon : Mary
- 1979-1981 : L'Incroyable Hulk (The Incredible Hulk) : Diane Markon
- 1981 : Lou Grant (Lou Grant) : Noelle Kilmen
- 1982 : Falcon Crest : Diana Michaels
- 1982 : Simon et Simon (Simon & Simon) : Julie Arthur
- 1983 : Shérif, fais-moi peur (The Dukes of Hazzard) (série TV) (saison 6, épisode 7 "Salle temps pour les chiens"): Mandy Jo
- 1983 : Fame : Lisa Connors
- 1984 : K 2000 (Knight Rider) : Mandy Moran
- 1984-1986 : La croisière s'amuse (The Love Boat) :
- 1985 : L'homme qui tombe à pic (The fall guy)
- 1985-1986 : Superminds (Misfits of Science) : Jane Miller
- 1987 : La Loi de Los Angeles (L.A. Law) : Dr. Jocelyn Pennebaker
- 1987 : Arabesque (Murder, She Wrote) : Reagan Miller
- 1988 : Madame est servie (Who's the Boss ?) : Judy
- 1989 : Matlock : Marie Willis
- 1992 : Life on the Edge : Karen Nelson
- 1993 : Alerte à Malibu (Hawaï) : Betty